# 龙马镇
龙马镇，是中华人民共和国四川省眉山市仁寿县下辖的一个乡镇级行政单位。2019年12月，撤销龙桥乡，将其所属行政区域划归龙马镇管辖。

## 行政区划
龙马镇下辖以下地区：
马家社区、长河村、高袁村、伏燕村、陪堰村、白云村、民英村、糖坊村、万古村、永红村、东山村和凤凰村。